# Daylight Dies
Daylight Dies — американський дез-дум гурт із Ешвілла, Північна Кароліна, стоворений у 1996 році.

## Історія
Гурт був створений у 1996 році Барре Гемблінгом і Джессі Хаффом. У 1999 році вони записали перше демо гурту The Long Forgotten Demo. У 2000 році Гатрі Іддінгс приєднався до гурту як вокаліст, і записали друге демо гурту Idle, яке було випущене на Tribunal Records. У 2001 році Іган О'Рурк приєднався як басист, і гурт записав демо з двох пісень. Наприкінці 2001 року вони підписали контракт із Relapse Records.
У 2002 році Daylight Dies випустили дебютний студійний альбом No Reply. Після цього гурт гастролював по Європі з Katatonia, а також по Сполучених Штатах і Канаді з Lacuna Coil на підтримку альбому. Після туру вокаліст Гатрі Іддінгс покинув гурт, його замінив Натан Елліс, а Чарлі Шекелфорд приєднався як другий гітарист. У листопаді 2005 року підписали контракт із лейблом Candlelight Records і випустили другий студійний альбом Dismantling Devotion у березні 2006 року.
13 і 14 липня 2006 року Daylight Dies виступили як головна підтримка Emperor в Нью-Йорку. Прем'єра першого кліпу на пісню Lies That Bind відбулася 9 серпня 2006 року. З 20 жовтня по 19 листопада 2006 року вони розпочали перший повний тур по Північній Америці на підтримку Dismantling Devotion разом із Moonspell та Katatonia.
У грудні 2007 року Daylight Dies почали запис свого третього альбому Lost to the Living. Після випуску альбому в 2008 році гурт підтримав його двома турами по Північній Америці — одним із Candlemass і іншим із Soilwork, Darkane і Swallow the Sun.
Наприкінці 2011 року гурт записав четвертий повноформатний альбом під назвою A Frail Becoming. Альбом був випущений Candlelight Records у 2012 році.

## Стиль
Стиль Daylight Dies порівнюють із ранньою Katatonia, оскільки спочатку гурт грав мелодійний дез-метал , але потім одразу перейшов на мелодійний дез-дум-метал із «тріскучими рифами, важкою атмосферою, чудовою гітарною грою та вокалом», які разом створюють повільне та меланхолійне звучання.
Порівнють також з Rapture, Swallow the Sun, October Tide, Ghost Brigade, Slumber і Hanging Garden.

## Учасники гурту

### Поточні члени
- Нейтан Елліс — вокал (2004 — сьогодні)
- Barre Gambling — гітари (1996 – сьогодні), бас (2000)
- Чарлі Шекелфорд — гітари (2004—сьогодні)
- Еган О'Рурк — бас, чистий вокал (2001–сьогодні)
- Джессі Хафф — ударні (1996—сьогодні)

### Колишні члени
- Метью Голомбіскі — бас (1999), контрабас (2006, як сесіоніст), струнні / дерев’яні духові інструменти (2008, як сесіоніст)
- Гатрі Іддінгс — вокал (2000–2004)

### Сесійні музиканти
- Джонні Вутен — вокал (1999)
- Роберт Догерті — живі гітари (2003)

## Дискографія

### Студійні альбоми
- No Reply (2002, Relapse)
- Dismantling Devotion (2006, Candlelight)
- Lost to the Living (2008, Candlelight)
- A Frail Becoming (2012, Candlelight)

### Сингли
- A Portrait in White (2008, Candlelight)

### Live альбоми
- Live at the Contamination Festival (2005, Relapse)

### Демо
- The Long Forgotten (1999, власний випуск/незалежний)